# Félix Leclerc (série télévisée)
Pour les articles homonymes, voir Félix Leclerc (homonymie).
Félix Leclerc est une mini-série biographique québécoise en quatre épisodes de 45 minutes scénarisée et réalisée par Claude Fournier et diffusée entre le 28 février et le 21 mars 2005 à la Télévision de Radio-Canada.
En France, la mini-série a été diffusée dès le 25 juin 2005 sur France 3.

## Synopsis
Télésérie qui brosse un portrait des années marquantes de la carrière de Félix Leclerc. C'est au travers du récit de ses deux mariages, de la relation avec ses agents et de ses racines bien plantées dans le sol de l'Île d'Orléans, qu'on tente de cerner Félix, l'homme qui a si bien su se cacher derrière son écriture et ses chansons.

## Distribution

### Acteurs principaux
- Daniel Lavoie : Félix Leclerc
- Catherine Sénart : Gaëtane Morin
- Florence Thomassin : Lucienne Vernay
- Artus de Penguern : Jean Dufour
- Michel Forget : Jo Pichette
- Marc Berman : Jacques Canetti
- Mireille Deyglun : Doudouche
- Linda Roy : Jeannette Pichette
- Delphine Arnaud : Tzigane
- Frédérick De Grandpré : Guy Mauffette
- Reynald Bouchard : Bozo

### Acteurs secondaires et apparitions
- Joseph Dubuc-Lavoie : Félix à quinze ans
- Christine Beaulieu : Militante PQ
- Xavier Berlioz : Hôtelier
- Dorothée Berryman : Fabiola
- Éric Bougnon : Pompier 400e
- Josée Bournival : Manon
- Jean-Pol Brissart : Mac Orlan
- Normand Chouinard : Notaire
- Marie Daguerre : Infirmiere
- Jules Desbiens : Martin 10 ans
- Sidney Descary : Martin 5 ans
- Guy Gendron : Journaliste Radio Canada
- David Gow : M. Tietolman
- Matt Holland : Sergeant
- Pierre Lacan : Léon
- Renaud Lebas : Guichetier 400e
- Jean Marchand : Metteur en scène
- Louis-Olivier Maufette : Carpenter
- Benoît McGinnis : Martin adulte
- Franck Mercadal : Patron d'hôtel
- Mélanie Pilon : Infirmiere
- Sarah Quentin : Maria
- Michel Robbe : Directeur de théâtre
- Stephen Spreekmeester : Pasteur anglican
- Bruny Surin : MacPherson
- Guy Thauvette : Léo Leclerc
- Éric Théobald : Régisseur 400e
- Piere Varin : Soldat
- Mathilde Wambergue : Paula

## Fiche technique
- Scénario et dialogue : Claude Fournier et François Migeat
- Réalisation : Claude Fournier
- Producteurs : Marie-José Raymond et Stéphane Marsil
- Production : Rose Films Inc.

## Épisodes
1. Les Esprits du fleuve (1er de 2)
2. Les Esprits du fleuve (2e de 2)
3. Le Cercle des loups (1er de 2)
4. Le Cercle des loups (2e de 2)

## Commentaires
- Certaines scènes ont été tournées en France.
- La production de la mini-série a coûté près de deux millions en fonds publics canadiens, dont environ 800 000 $ financés par Radio-Canada.
- Deux jours après la diffusion du premier épisode, l'ex-chef de la programmation de Radio-Canada, Mario Clément, a critiqué la série lors d'une conférence de presse téléphonique « C'est une des plus mauvaises séries… Félix Leclerc est le parfait exemple de ce qu'il ne faut pas faire… Je n'aime pas la réalisation, les textes et les acteurs… » et la Société a publié un article le lendemain désapprouvant la série[3]. La Société ainsi que Mario Clément ont été condamnés, en octobre 2008, à payer 200 000 $ au couple Claude Fournier et Marie-José Raymond (réalisateur et productrice)[4].
- Il a été révélé que, pour défendre Mario Clément, Radio-Canada a déboursé exactement 1 074 515 $ en honoraires professionnels[5].